# Mijailo Semenko
Mijailo Vasiliovich Semenko, en ucraniano: Миха́йло Васи́льович Семе́нко, (Kibintsi, 31 de diciembre de 1892 - Kiev, 23 de octubre de 1937) fue un poeta ucraniano y un destacado representante de la poesía futurista ucraniana de la década de 1920. Se le considera una de las figuras principales del Renacimiento fusilado.

## Vida y obra
Era hijo de la escritora María Proskurivna. Estudió en el Instituto Psiconeurológico de San Petersburgo entre 1911 y 1914. Su primera colección de poesías, Preludio, fue publicada en 1913. En 1914 se trasladó a Kiev, pero tras el comienzo de la Primera Guerra Mundial, se trasladó a Vladivostok, donde trabajó en los telégrafos entre 1916 y 1917 y donde en 1917 entró en contacto con el grupo clandestino Partido Obrero Socialdemócrata de Rusia. En 1917 regresó a Kiev, donde se dedicó a revivir la literatura ucraniana.
Semenko fue un participante activo del movimiento que buscaba romper con la política cultural oficial soviética a principios del siglo XX. Su arte disidente lo llevó a establecer grupos de vanguardia en Kiev y Járkov. Estableció estos grupos futuristas como una alternativa al Cubo-Futurismo ruso. Fue fundador de los grupos futuristas Aspanfut, Komunkult, Nova Generatsiya y Kverofuturism, más conocidos en inglés como «Panfuturismo». Fue editor de un par de almanaques y de la revista Nova generatsiya. Como poeta, Semenko escribió principalmente para audiencias urbanas.
Junto con varios intelectuales ucranianos, fue arrestado por el NKVD el 26 de abril de 1937 por «actividades contrarrevolucionarias». El 23 de octubre de 1937 fue condenado y ese mismo día fue fusilado en la cárcel de Kiev. Posteriormente fue enterrado en una fosa común en el bosque de Bikivnya.
Fue rehabilitado a mediados de la década de 1960.